# Villa Romanò
Villa Romanò è una frazione geografica del comune italiano di Inverigo posta a sud del centro abitato, verso Arosio.

## Storia
Villa Romanò fu un antico comune del Milanese.
Registrato agli atti del 1751 come un villaggio di 220 abitanti saliti poi a 322 nel 1786, nel 1797, quando contava 211 residenti, a titolo sperimentale fu per la prima volta sottoposto al capoluogo lariano.
Portato definitivamente sotto Como nel 1801, alla proclamazione del Regno d'Italia nel 1805 risultava avere 300 abitanti. Nel 1809 il municipio fu soppresso su risultanza di un regio decreto di Napoleone che lo unì per la prima volta ad Inverigo, ma il Comune di Villa Romanò fu restaurato nel 1816 dagli austriaci dopo il loro ritorno. Nel 1853 risultò essere popolato da 357 anime salite a 388 nel 1871. Il censimento del 1921 registrò 514 residenti, ma il 25 marzo 1929 il regime fascista decise la definitiva soppressione del municipio aggregandolo nuovamente ad Inverigo seguendo l'antico modello napoleonico.